# Bertha von Suttner
Bertha Sophie Felicitas Freifrau von Suttner z domu hrabianka Kinsky von Wchinitz und Tettau (ur. 9 czerwca 1843 w Pradze, zm. 21 czerwca 1914 w Wiedniu) – austriacka pisarka i dziennikarka. W 1905 roku jako pierwsza kobieta została wyróżniona Pokojową Nagrodą Nobla.

## Życiorys
Bertha była córką zubożałego generała lejtnanta (niem. Feldmarschalleutnant) i guwernantki. W 1873 roku, gdy zaręczyła się z baronem Arthurem Gundaccarem von Suttner, jej rodzina sprzeciwiła się temu. Trzy lata później odpowiedziała na ogłoszenie Alfreda Nobla, który szukał sekretarki i gospodyni do swojej paryskiej rezydencji. Pracowała tylko tydzień, po czym wróciła do Wiednia i potajemnie poślubiła Arthura Suttnera.
Stała się jedną z wiodących postaci ruchu pacyfistycznego, gdy w 1889 roku opublikowano jej powieść Die Waffen nieder (Precz z orężem, pierwsze wyd. polskie 1898) i gdy dwa lata później przyłączyła się do organizacji austriackich pacyfistów. Tam zyskała międzynarodową sławę jako redaktorka międzynarodowego dziennika pacyfistycznego „Die Waffen nieder”, który nazwano jak jej książkę. Pracowała nad nim w latach 1892–1899.
W 1891 roku założyła Austriackie Towarzystwo Pokoju. Pełniła funkcję wiceprzewodniczącej Międzynarodowego Kongresu Pokoju w Hadze.
Na jej życie wpłynęły prace Henry'ego Thomasa Buckle, Herberta Spencera i Karola Darwina.
Korespondowała z zaprzyjaźnionym Alfredem Noblem przez 20 lat do jego śmierci w 1896 r. Według Norweskiego Komitetu Noblowskiego przyjaźń wynalazcy dynamitu  z austriacką pisarką przyczyniła się do decyzji o ustanowieniu Pokojowej Nagrody Nobla pośród pozostałych dziedzin.
Portret Berthy von Suttner został umieszczony na austriackim banknocie o nominale 1000 szylingów z 1966 roku oraz monecie 2 euro, gdy kraj ten przystąpił do strefy euro.